# Chrastince
Chrastince (in ungherese Ipolyharaszti, in tedesco Hrastintz) è un comune della Slovacchia facente parte del distretto di Veľký Krtíš, nella regione di Banská Bystrica.

## Storia
Il villaggio è menzionato per la prima volta nel 1244 in una lista di città e villaggi di re Béla IV d'Ungheria. Appartenne a numerose famiglie comitali (tra le quali i Gürky, gli Zichy e i Majthény).  Dal 1938 al 1944 venne annesso dall'Ungheria.